# 揚盧卡卡拉賈萊鄉 (登博維察縣)
44°55′N 25°42′E / 44.917°N 25.700°E
揚盧卡卡拉賈萊鄉（羅馬尼亞語：Comuna I.L. Caragiale, Dâmbovița），是羅馬尼亞的鄉份，位於該國南部，由登博維察縣負責管轄，面積62平方公里，2007年人口7,229，人口密度每平方公里117人。